# Centro Recreativo e Cultural da Póvoa dos Mosqueiros
O Centro Recreativo e Cultural da Póvoa dos Mosqueiros é uma associação da aldeia da Póvoa dos Mosqueiros, pertencente à freguesia de São João de Areias, concelho de Santa Comba Dão, distrito de Viseu.

Esta associação data de 1973 e deveu-se à iniciativa da Comissão de Melhoramentos da Póvoa dos Mosqueiros e ao empenho de António Maria João e José Marques Castanheira Júnior. A sua sede foi construída em terreno cedido por António Marques Antunes. Os seus estatutos foram aprovados a 18 de Abril de 1978. A 1 de Fevereiro de 1989 foi criado o Rancho Folclórico "As Lavadeiras do Mondego".